# جون جورج ادموندز
جون جورج ادموندز (بالإنجليزية: John W. Edmonds)‏ (و. 1799 – 1874 م) هو محامي، وسياسي من الولايات المتحدة الأمريكية . تولى منصب عضو مجلس شيوخ ولاية نيويورك .
وهو عضو في الحزب الديمقراطي الأمريكي .